# James Reilly
James Francis Reilly, II (Mountain Home Air Force Base, 18 marzo 1954) è un ex astronauta e geologo statunitense. Ha partecipato alle missioni spaziali Shuttle STS-89, STS-104 e STS-117 come specialista di missione.